# Calle de Amaniel
La calle de Amaniel es una vía pública de la ciudad española de Madrid, situada en el barrio de Universidad, distrito Centro, que desciende, en dirección norte-sur, desde la calle del Conde Duque a la irregular plaza del Conde de Toreno, próxima a la plaza de España. En su estrecho trazado se han conservado edificios tan dispares como el conservatorio profesional, la fábrica de Mahou, luego convertida en Museo ABC, y las fachadas posteriores o laterales de complejos históricos como el convento de las Comendadoras o la antigua Universidad de Madrid. En el plano de Teixeira figura rotulada como ‘calle de Gumiel’.

## Historia
Los cronistas de la villa madrileña coinciden en que la calle Amaniel es el último rastro nominal por el que se conocía la extensa zona boscosa y reserva de caza para la realeza. Este origen, quizá legendario, apunta a un tal Lope de Amaniel, ballestero de Enrique II de Castilla, guarda mayor de la que luego se conocería como Dehesa y Eras de Amaniel (de la que más tarde quedaría como rastro físico la Dehesa de la Villa).
Como piadosa fundación de María Luisa de Saboya, esposa de Felipe V de España, estuvo en esta calle entre 1710 y 1824 el segundo domicilio del colegio de Nuestra Señora del Patrocinio y Amparo de niñas huérfanas, haciendo esquina con la calle del Conde-Duque, y que antes se encontraba en el Hospicio. El colegio ocupó solares que habían sido del conde de Monterrey, por lo que se le conoció como colegio de las niñas de Monterrey (Monterey) y que en 1824 se convertiría en el hospital mugeres incurables de Jesús Nazareno a cargo de las hermanas de la Caridad, fundado en 1803 por la condesa viuda de Lerena y marquesa de San Andrés en otro edificio sito en la vecina calle del Conde-duque. A pesar de que el colegio de las niñas de Monterrey sobrevivió a un gran incendio (que el 8 de junio de 1851 "redujo a cenizas diecisiete casas en las cuatro manzanas que dan a dicha calle (de Amaniel) y las del Portillo, del Cristo, del Limón y del Conde-duque"), fue por fin demolido en la década de 1970.
Al inicio de la calle, en su extremo sur, en el número 2 se encuentra el Conservatorio Profesional de Música en un edificio de dos plantas bastante reformado.

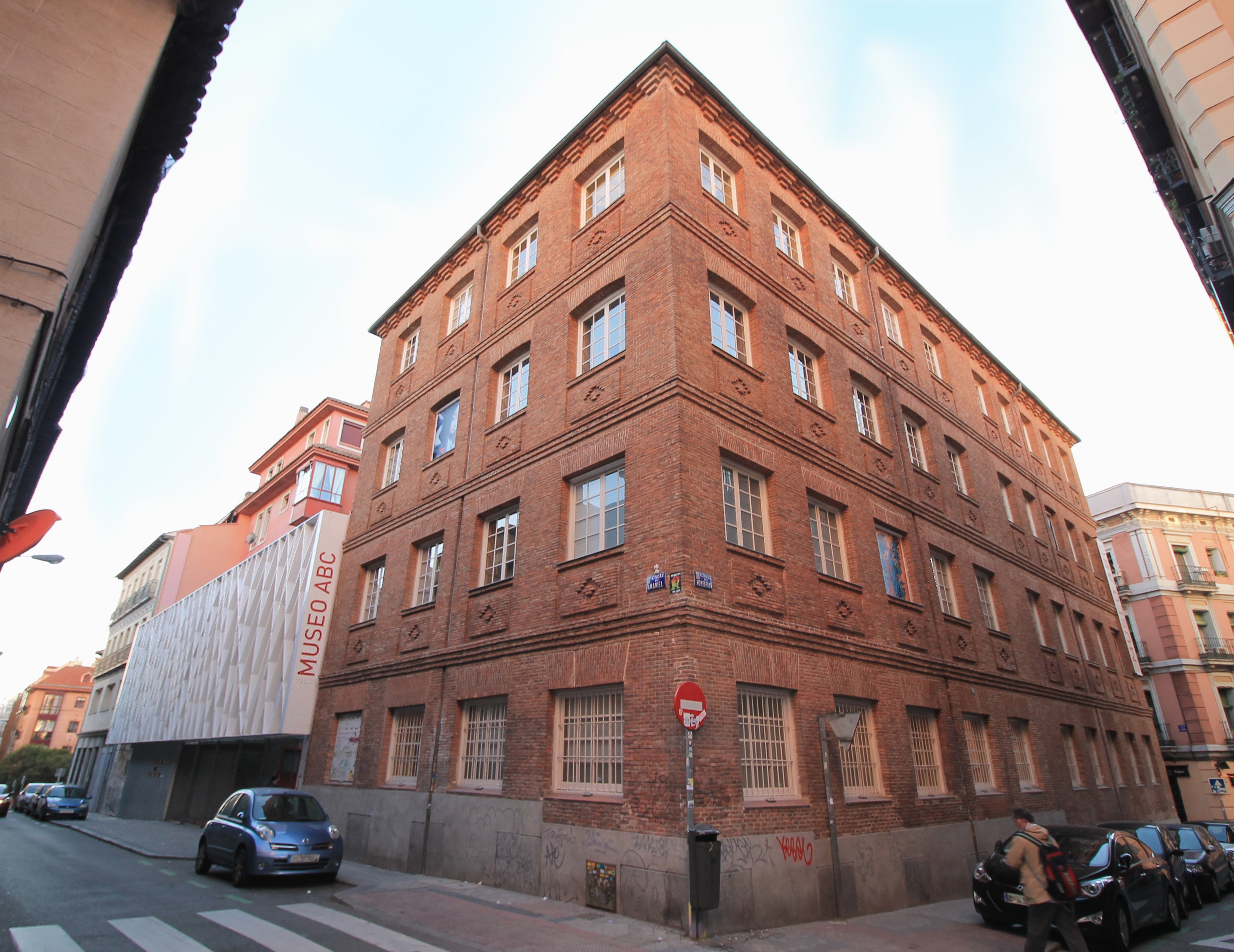
Museo ABC en el antiguo edificio de Mahou (Amaniel esquina a Monserrat.

En Amaniel estuvo funcionando hasta la década de 1960 la antigua fábrica de cervezas Mahou, diseñada por Francisco Andrés Octavio siguiendo las pautas de la arquitectura neomudéjar de finales del siglo XIX. El proyecto original construido entre 1892 y 1894, llegaría a ser mejorado y ampliado en siete ocasiones, entre 1899 y 1930, hasta que la industria cervecera se trasladó al paseo Imperial, junto al río Manzanares. El edificio, tras años de abandono fue comprado por la Comunidad de Madrid para instalar en él el Archivo Histórico de la Comunidad, pero finalmente se convirtió en el Museo ABC en 2010.
De la tradición cervecera de esta calle aún permanecía activo en su número 25 a comienzos del siglo xxi El Cangrejero, pequeña y castiza cervecería fundada como marisquería en 1932.
En 2018, durante el mandato de Manuela Carmena como alcaldesa de Madrid, se efectuó una remodelación integral de la calle, reduciendo el espacio dedicado al coche y ampliando el del peatón; a su vez, se instalaron bancos, dos fuentes de agua y se renovó el alumbrado público bajo criterios de eficiencia energética.

## Véase también

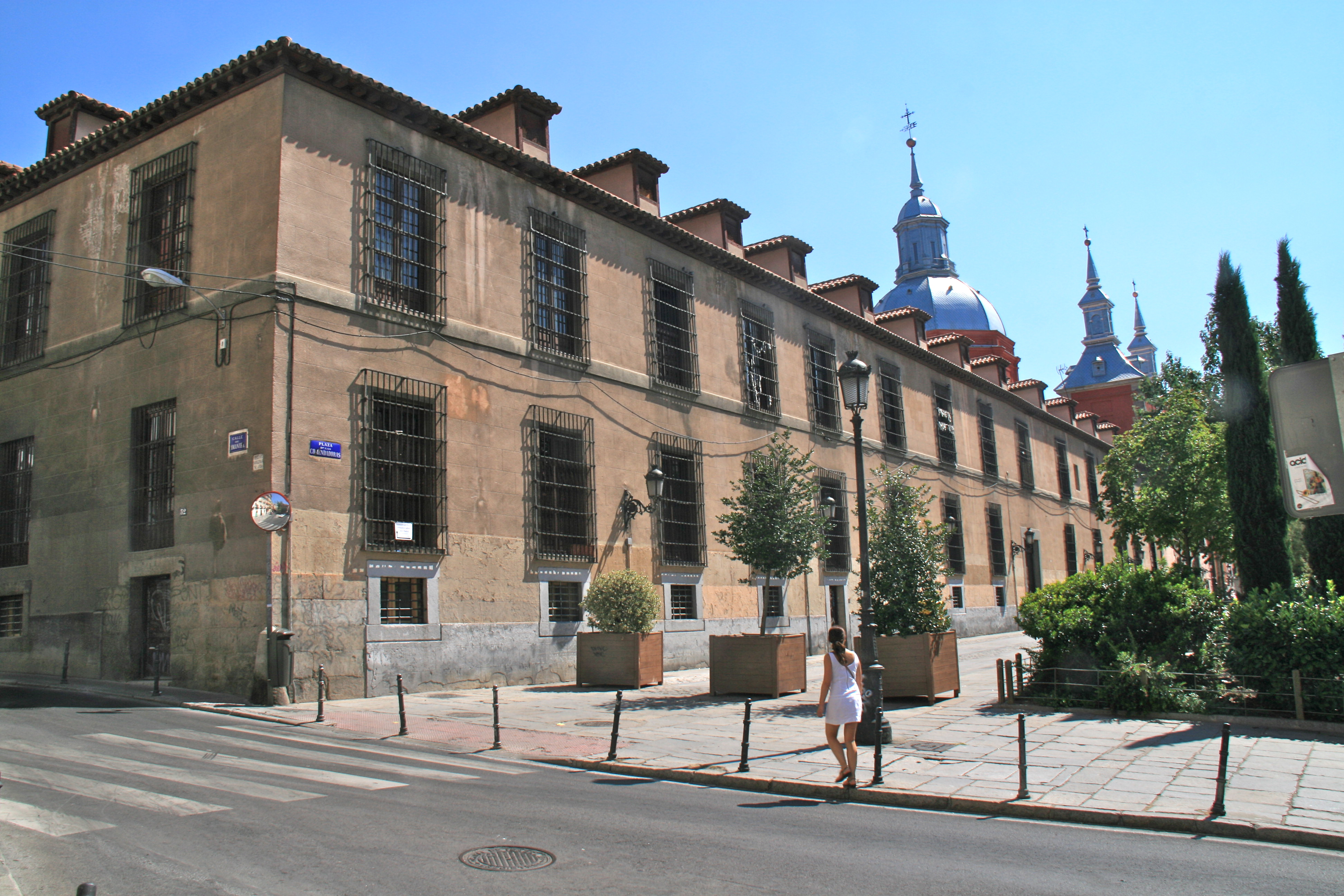
Calle de Amaniel a la altura de la plaza y el convento de las Comendadoras.